# María José Rienda Contreras
Pour les articles homonymes, voir Contreras.
María José Rienda Contreras, née le 29 juin 1975 à Grenade, est une skieuse alpine espagnole. Elle remporte un total de six slaloms géants en Coupe du monde.

## Carrière sportive
Aux Jeux olympiques d'hiver de 2002, elle est 15e du slalom et 6e du slalom géant.
Elle monte sur son premier podium en Coupe du monde au slalom géant d'ouverture de la saison 2003-2004 à Sölden. Elle continue l'hiver avec deux autres podiums en géant. La dynamique se poursuit lors des saisons 2004-2005 et 2005-2006, puisqu'elle enchaîne un total de six victoires sur cette période, avec deux obtenues de suite à Ofterschwang, une à Aspen et une dernière à Hafjell. Rienda établit son meilleur classement général à l'occasion avec le treizième rang et au slalom géant avec le deuxième rang.
Elle prend sa retraite sportive en 2011.

## Palmarès

### Jeux olympiques d'hiver
| Épreuve / Édition | Lillehammer 1994 | Nagano 1998 | Salt Lake City 2002 | Turin 2006 | Vancouver 2010 |
| Slalom géant      | 21e              | 12e         | 6e                  | 13e        | 38e            |
| Super G           | 29e              |             |                     | 37e        |                |
| Slalom            |                  | 14e         | 15e                 |            |                |

### Championnats du monde
| Épreuve / Édition | Sierra Nevada 1996 | Sestrières 1997 | Vail-Beaver Creek 1999 | Sankt Anton 2001 | Saint-Moritz 2003 | Bormio 2005 | Garmisch-Partenkirchen 2011 |
| Super G           | -                  | -               | -                      | 30e              | -                 | -           | 28e                         |
| Slalom géant      | 21e                | 9e              | 13e                    | 10e              | Abandon           | 9e          | 31e                         |
| Slalom            | 18e                | -               | 26e                    | Abandon          | Abandon           | Abandon     | -                           |

### Coupe du monde
- Meilleur classement général : 13e en 2006.
- 11 podiums, dont 6 victoires.

#### Détail des victoires
| Saison / Épreuve | Descente | Super G | Slalom géant                   | Slalom | Super-combiné | Total |
| 2005             |          |         | Åre Lenzerheide                |        |               | 2     |
| 2005             |          |         | Aspen Ofterschwang × 2 Hafjell |        |               | 4     |
| Total            | 0        | 0       | 6                              | 0      | 0             | 0     |

### Championnats d'Espagne
- Championne du slalom en 1995, 2000, 2002, 2004, 2005, 2006 et 2011.
- Championne du slalom géant en 1995, 1996, 1999, 2001, 2004 et 2006.
- Championne du super en 2004, 2005 et 2006.

## Vie politique
Elle intègre l'administration publique en juillet 2015, lorsqu'elle devient directrice générale des Activités et de la Promotion sportives de la Junte d'Andalousie.
Le 22 juin 2018, elle est nommée en conseil des ministres présidente du Conseil supérieur des Sports (CSD) sur proposition du ministre de la Culture José Guirao. C'est la première fois depuis la création de cet organisme en 1977 qu'une femme en prend la présidence. Elle est relevée de ses fonctions le 30 janvier 2020.